# 齊格勒 (伊利諾伊州)
齊格勒（英語：Zeigler）是一個位於美國伊利諾伊州富蘭克林縣的城市。

## 地理
齊格勒的座標為38°53′59″N 89°03′12″W / 38.89972°N 89.05333°W，而該地的平均海拔高度為126米（即413英尺）。

## 人口
根據2010年美國人口普查的數據，齊格勒的面積為3.54平方千米，當中陸地面積為3.52平方千米，而水域面積為0.02平方千米。當地共有人口1801人，而人口密度為每平方千米508.76人。